# Ahrenbach, Adscheider Tal

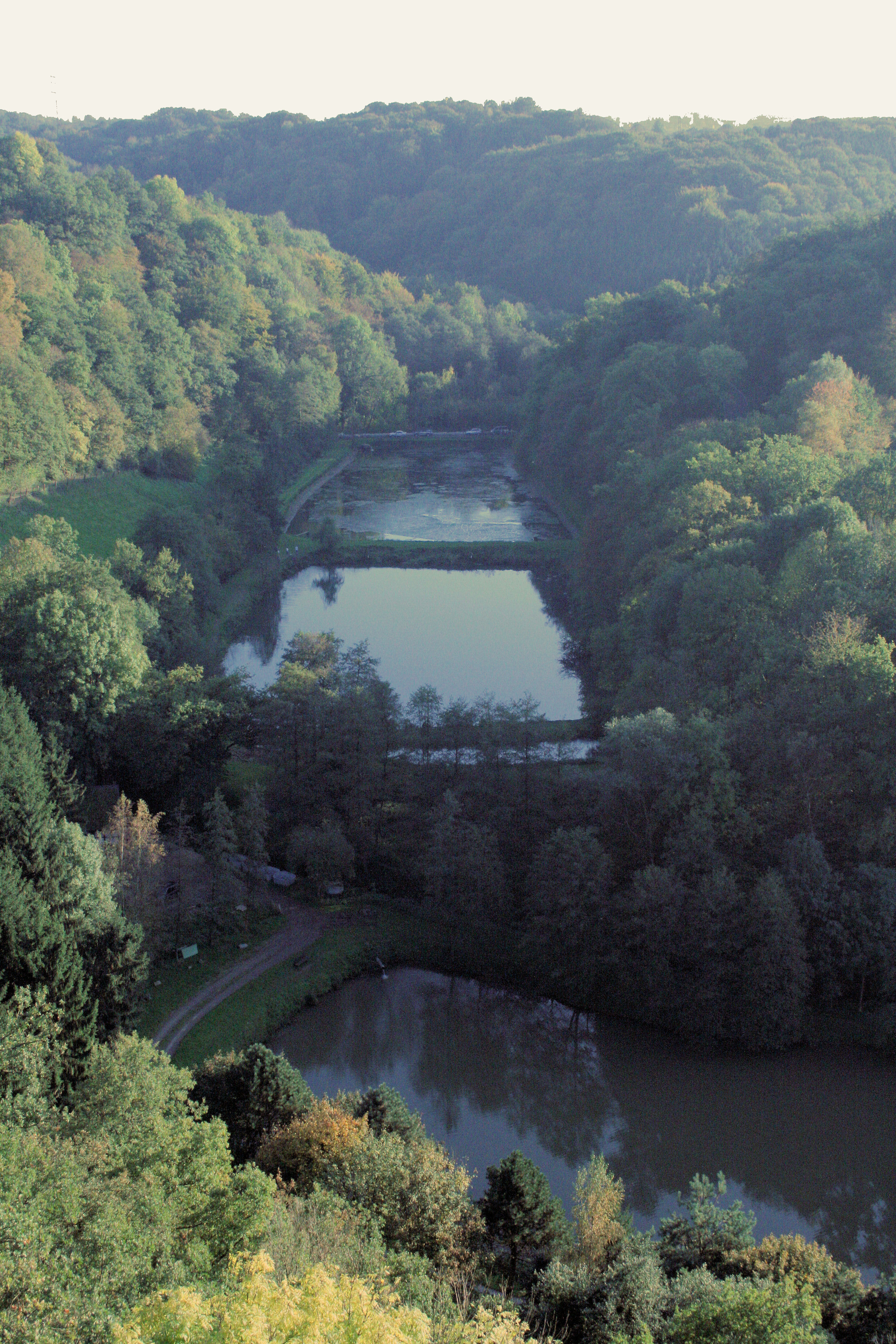
Blick über die Teiche im Ahrenbachtal, Teile des FFH-Gebiets sind im oberen Bilddrittel sichtbar

Ahrenbach, Adscheider Tal ist ein FFH-Gebiet in der Stadt Hennef (Sieg) im Rhein-Sieg-Kreis. Es gehört zum europäischen Natura-2000-Schutzgebietsnetzwerk.

## Lage
Der Ahrenbach und das Adscheider Tal liegen westlich von Stadt Blankenberg. Der Bach entspringt nördlich der Bundesstraße 8 und fließt nördlich bei Stein in die Sieg ein.

## Fläche
Das Schutzgebiet hat eine Fläche von 141 ha. Es ist bewachsen mit Hainsimsen-Buchenwald und Glatthafer- und Wiesenknopf-Silgenwiesen. In der Talaue überwiegt die grünlandwirtschaftliche Nutzung. Neben intensiv beweideten, auch binsenreichen Weideflächen sind auch Feuchtbrachen mit Hochstaudenfluren vorhanden. An die tief eingeschnittenen Quellsiefen grenzen Buchen- und Eichen-Hangwälder an. Das Talsystem wird überwiegend von bewaldeten Hängen begleitet.

## Nummerierung
Das Gebiet ist bei der Europäischen Union nach den Maßgaben der Richtlinie 92/43/EWG (Fauna-Flora-Habitat-Richtlinie, kurz FFH-Richtlinie) mit der Nummer DE-5210-301 registriert.